# Villa de Álvarez

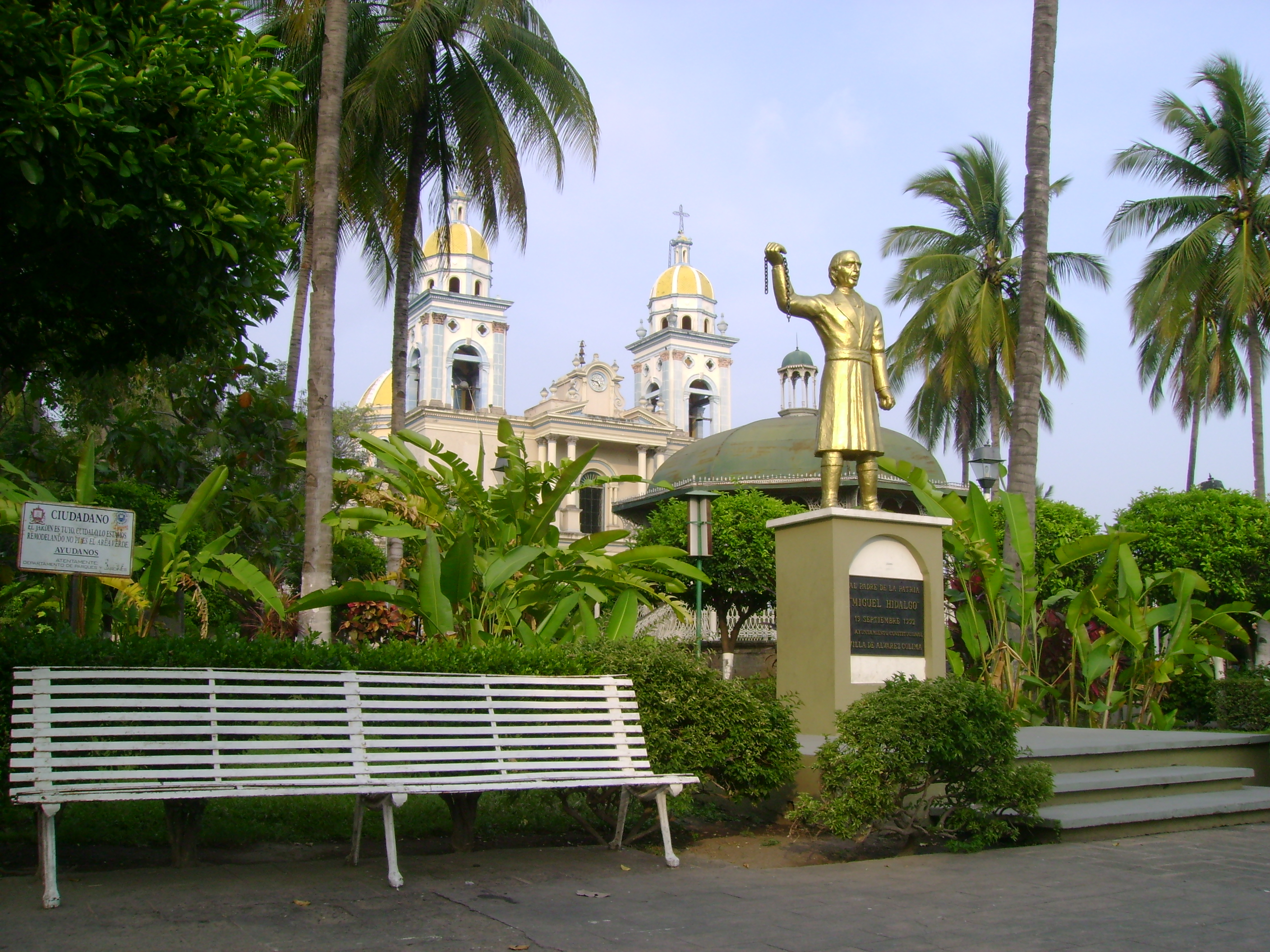

Ciudad de Villa de Álvarez is een stad in de Mexicaanse deelstaat Colima. De plaats heeft 97.701 inwoners (census 2005) en is de hoofdplaats van de gemeente Villa de Álvarez.
Villa de Álvarez is een voorstad van Colima gelegen aan de voet van de Colimavulkaan. De plaats is genoemd naar Manuel Álvarez, de eerste gouverneur van Colima. Voorheen heette de plaats Almoloyán. In 2003 richtte een aardbeving schade aan in Villa de Álvarez en kostte aan enkelen het leven.